# أليخاندرا كوينتيرو
أليخاندرا كوينتيرو (بالإسبانية: Alejandra Quintero)‏ هي متسابقة ملكة الجمال مكسيكية، ولدت في 26 سبتمبر 1976.